# 小行星10093
小行星10093（10093 Diesel）是一颗绕太阳运转的小行星，为主小行星带小行星。该小行星于1990年11月18日发现。

## 轨道参数
小行星10093的轨道半长轴为2.3932994 UA，离心率为0.106。